# Аршба, Вартан Мутович
Варта́н Мутович А́ршба (1877 — ?) — звеньевой колхоза имени Сталина Очемчирского района Абхазской АССР, Грузинская ССР. Герой Социалистического Труда (21.02.1948).
Один из старейших Героев Социалистического Труда Абхазии наряду с Сиварной Аршбой (род. 1877) и Иваном Мирцхулавой (род. 1878).

## Биография
Родился в 1877 году на территории современной Армении, позже переехал в село Ткварчели Сухумского округа Кутаисской губернии (ныне примыкает к центру (ныне Ткварчельского района Абхазии). Абхаз.
С ранних лет приобщился к крестьянскому труду. С началом коллективизации сельского хозяйства одним из первых в Ткварчели вступил в местный колхоз имени Сталина, где трудился звеньевым полеводческого звена.
В послевоенные годы развернулось социалистическое соревнование к тридцатилетию Великой Октябрьской Социалистической революции.
По итогам работы в 1947 году звено Вартана Аршба получило урожай кукурузы 75,13 центнеров с гектара на площади 3 гектара.
Указом Президиума Верховного Совета СССР от 21 февраля 1948 года за получение высоких урожаев кукурузы и пшеницы в 1947 году Аршба Вартану Мутовичу присвоено звание Героя Социалистического Труда с вручением ордена Ленина и золотой медали «Серп и Молот».
Этим же указом высокого звания были удостоены ещё шестеро кукурузоводов во главе с бригадиром Георгием Яковлевичем Камкия из колхоза имени Сталина Очемчирского района, возглавляемого председателем Мушни Тарашовичем Аршба.
Его сын Аршба Владимир Вартанович — передовой бригадир табаководов того же колхоза имени Сталина, был удостоен звания Героя Социалистического Труда в один день со своим отцом. Вартан Аршба был дружен с кукурузоводом Темуром Тарба, к которому, уже будучи в преклонном возрасте, ездил в гости верхом на лошади за 130 километров в село Дурипш Гудаутского района.
Неоднократный участник Выставки достижений народного хозяйства (ВДНХ).
Проживал в родном селении Ткварчели. Дата его кончины не установлена.

## Награды
- Золотая медаль «Серп и Молот» (21.02.1948, медаль № 649)
- орден Ленина (21.02.1948, № 67410)
- Медаль «За трудовую доблесть»
- Медаль «В ознаменование 100-летия со дня рождения Владимира Ильича Ленина»
- Медаль «За доблестный труд в Великой Отечественной войне 1941—1945 гг.»
- Медаль «Ветеран труда»
- медали Выставки достижений народного хозяйства (ВДНХ)
- и другими